# Martina
Martina  è un nome proprio di persona italiano femminile.

## Varianti
- Femminili
  - Alterati: Martinella[3][4], Martinetta[3]
  - Ipocoristici: Marty, Tina[1]
- Maschili: Martino[1][3][4]

### Varianti in altre lingue
- Catalano: Martina[1]
- Ceco: Martina[1][5]
- Croato: Martina[1][5]
- Danese: Martina[5]
- Francese: Martine[1][5]
- Inglese: Martina[1][5]
  - Ipocoristici: Martie[1]
- Latino: Martina[1][2]
- Norvegese: Martine[1], Martina[5]
- Olandese: Martina[1][5]
  - Ipocoristici: Maartje[1][5]
- Polacco: Martyna[1][5]
- Portoghese: Martina[5]
- Slovacco: Martina[1]
- Sloveno: Martina[1]
- Spagnolo: Martina[1][5]
- Svedese: Martina[1][5]
- Tedesco: Martina[1][5]
- Ungherese: Martina[1]

## Origine e diffusione
Deriva dal supernomen latino Martina, femminile di Martinus, che, basato sul nome del dio romano Marte (in latino Mars, genitiva Martis), vuol dire "sacra a Marte", "dedicata a Marte". In casi isolati, almeno in Italia, il nome Martina può anche essere impiegato come diminutivo di Marta (con cui non ha, però, alcuna connessione etimologica).
In Italia, a partire dagli anni 1980, la popolarità del nome Martina è cresciuta notevolmente, grazie alla fama della tennista statunitense, di origine ceca, Martina Navrátilová; secondo i dati ISTAT è rimasto nella rosa dei dieci nomi più usati per le neonate ininterrottamente sin dal 1999, risultando al primo posto nel 1999 e nel 2002, e al secondo posto dal 2003 al 2005.

## Onomastico
L'onomastico si può festeggiare il 30 gennaio (1º gennaio in alcuni luoghi) in onore di santa Martina, diaconessa, martire a Roma sotto Alessandro Severo. Con questo nome si ricorda anche la beata Martina Vásquez Gordo, religiosa delle figlie della carità di San Vincenzo de' Paoli, una dei martiri della guerra civile spagnola.

## Persone
- Martina Beck, biatleta tedesca

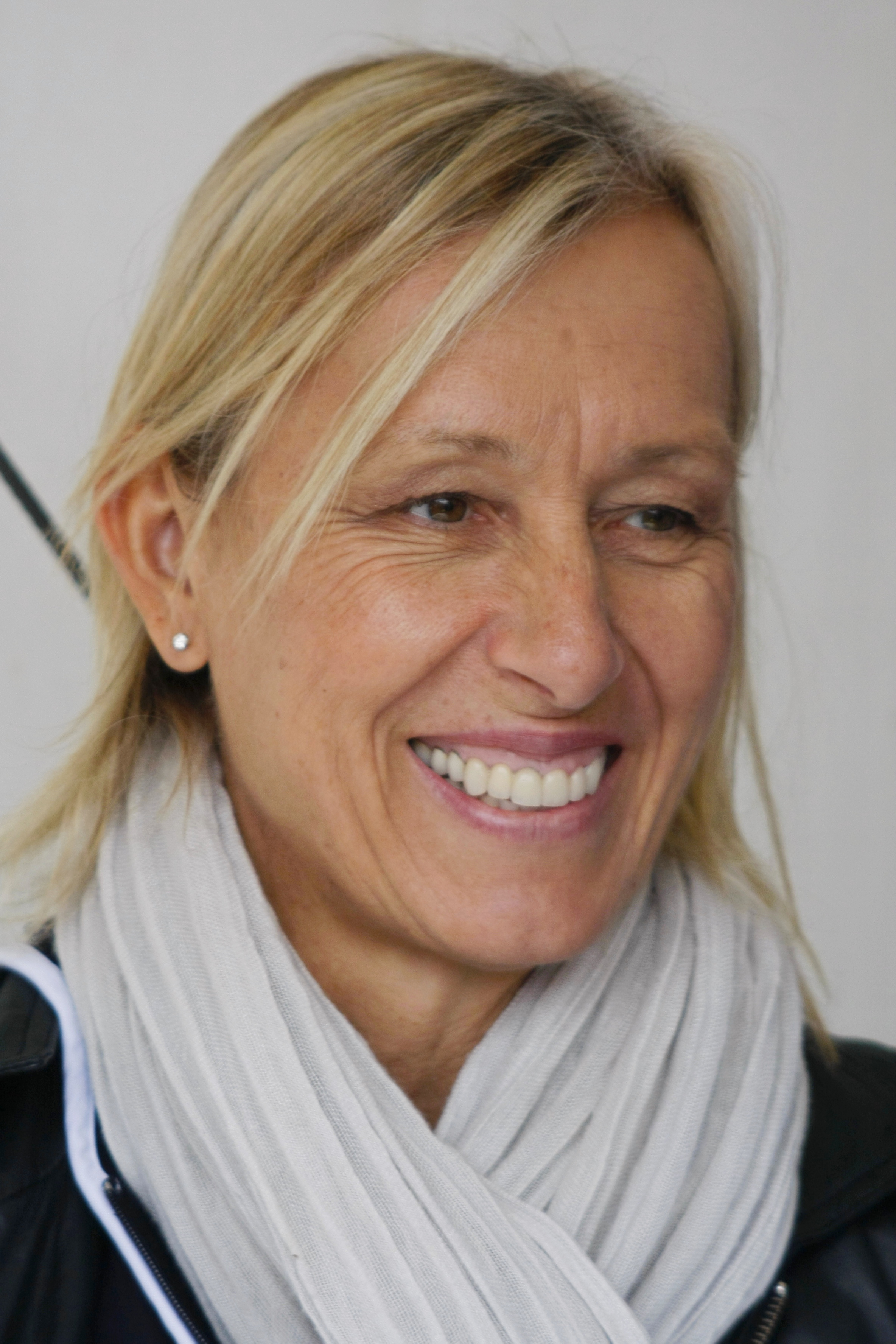
Martina Navrátilová

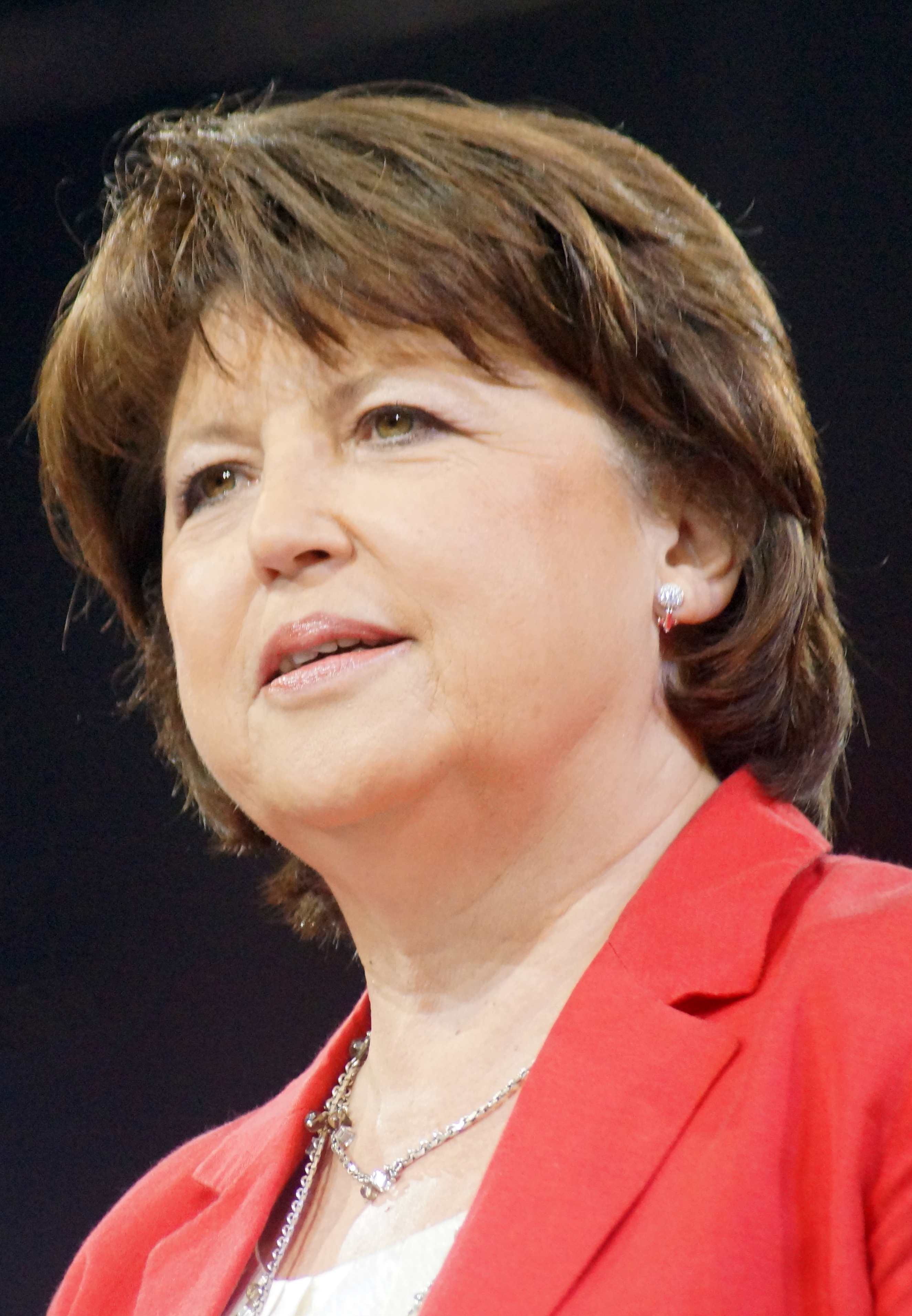
Martine Aubry

- Martina Colombari, modella, conduttrice televisiva e attrice italiana
- Martina Gedeck, attrice tedesca
- Martina Guiggi, pallavolista italiana
- Martina Hellmann, atleta tedesca
- Martina Hingis, tennista slovacca naturalizzata svizzera
- Martina McBride, cantante e cantautrice statunitense
- Martina Navrátilová, tennista cecoslovacca naturalizzata statunitense
- Martina Stella, attrice e modella italiana
- Martina Stoessel, attrice e cantante argentina

### Variante Martine
- Martine Andraos, modella libanese
- Martine Aubry, politica francese
- Martine Beswick, attrice giamaicana
- Martine Brochard, attrice, cantante e scrittrice francese
- Martine Carol, attrice francese
- Martine Ek Hagen, fondista norvegese
- Martine McCutcheon, attrice e cantante britannica
- Martine Robine, modella francese

## Il nome nelle arti
- Martina di Poggio di Giugno è la protagonista dell'omonimo racconto di Astrid Lindgren.
- Martina Zoana Mel Navratilova è un personaggio della serie manga e anime Slayers.
- Martina è il titolo di una canzone dei Baustelle.
- Super Martina è il titolo di una canzone di Lorenzo Fragola e Gazzelle (cantante).

## Curiosità

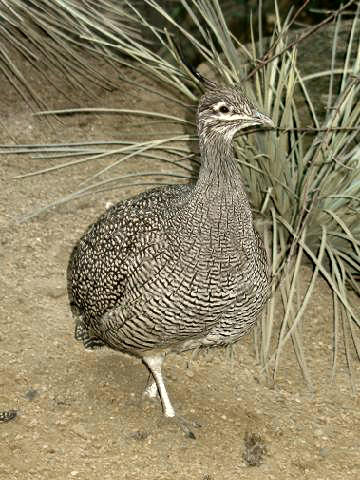
Una martinetta dal ciuffo

- La martinella era una campana che a Firenze veniva suonata per annunciare l'inizio di una guerra.
- La martinetta dal ciuffo è un uccello della famiglia dei Tinamidi.